# 怪歌(再)
花譜 4th ONE-MAN LIVE「怪歌(再)」（かふ フォースワンマンライブ かいか さい）は、2024年11月3日に千葉県千葉市の幕張メッセ 幕張イベントホールで開催された、KAMITSUBAKI STUDIO所属のバーチャルシンガー、花譜の 4th ワンマンライブである。1月に開催された「神椿代々木決戦二〇二四 IN 代々木第一体育館」のDAY2『花譜 4th ONE-MAN LIVE「怪歌」』のリビルドライブである。
2025年3月26日には、本公演が収録されたBlu-rayおよびCDがリリースされることが終演後に明らかにされた。

## 概要
本公演は「KAMITSUBAKI WARS 2024 神椿幕張戦線 IN MAKUHARI MESSE EVENT HALL」として2日間にわたって開催されたKAMITSUBAKI STUDIO のライブイベントの2日目の公演である。なお、1日目のライブは『V.W.P 2nd ONE-MAN LIVE「現象II(再) -魔女拡成-」』であった。
ツミキ、崎山蒼志、星街すいせい、Moe Shopがゲスト出演した。

## 演目と演出
『怪歌』のリビルドライブではあったが、新アルバム『寓話』リリースも控えて新曲も披露され、ライブの内容は大きく変わっていた。また、KAMITSUBAKI PHILHARMONIC ORCHESTRA による演奏がなされた。約3時間、『怪歌』と同じ5部構成であった。最終パートの第5部は廻花としてのステージであった。
3曲目「糸」の後には花譜のMCが挿入された。花譜が当日SNSに投稿した文面が幕張を千葉県ではなく東京都と勘違いしており、間違えていたことを謝るなど、ユーモアを交えて会場に話しかけた。
以下、セットリストは「怪歌(再)」ライブパンフレット (2024) および PANORA のライブレポートによる。
| 部          | No. | タイトル                                                                     | 衣裳                   | 備考                            |
| ----------- | --- | ---------------------------------------------------------------------------- | ---------------------- | ------------------------------- |
| 第一部 邂逅 | 1.  | 青春の温度                                                                   | 花譜 第五形態 雷鳥     |                                 |
| 第一部 邂逅 | 2.  | 未観測                                                                       | 花譜 第五形態 雷鳥     |                                 |
| 第一部 邂逅 | 3.  | 糸                                                                           | 花譜 第五形態 雷鳥     |                                 |
| 第一部 邂逅 | 4.  | 夜が降り止む前に                                                             | 花譜 第五形態 雷鳥     |                                 |
| 第一部 邂逅 | 5.  | 海に化ける + 人を気取るメドレー                                              | 花譜 第五形態 雷鳥     |                                 |
| 第一部 邂逅 | 6.  | 邂逅                                                                         | 花譜 第五形態 雷鳥     |                                 |
| 第二部 組曲 | 7.  | 愛のまま                                                                     | 花譜 第五形態 雷鳥(改) |                                 |
| 第二部 組曲 | 8.  | 抱きしめて with 崎山蒼志                                                     | 花譜 第五形態 雷鳥(改) | ゲストは崎山蒼志                |
| 第二部 組曲 | 9.  | チューイン・ディスコ + トウキョウ・シャンディ・ランデヴ メドレー with ツミキ | 花譜 第五形態 雷鳥(改) | ゲストはツミキ                  |
| 第二部 組曲 | 10. | 一世風靡 with 星街すいせい                                                   | 花譜 第五形態 雷鳥(改) | ゲストは星街すいせい、新曲      |
| 第三部 踊子 | 11. | KAF DISCOTHEQUE                                                              | 花譜は退席             | 花譜は退席                      |
| 第三部 踊子 | 12. | フォニイ + 不埒な喝采 メドレー                                               | 起源形態 犀鳥          | 可不とのデュエット              |
| 第三部 踊子 | 13. | notice (cover)                                                               | VIRTUAL BEING KAF      | ゲストはMoeShop、ともに初披露曲 |
| 第三部 踊子 | 14. | My Life                                                                      | VIRTUAL BEING KAF      | ゲストはMoeShop、ともに初披露曲 |
| 第四部 歌承 | 15. | ゲシュタルト                                                                 | 特殊歌唱用形態 扇鳩    | VALISオリジンがダンサー         |
| 第四部 歌承 | 16. | アポカリプスより                                                             | 特殊歌唱用形態 扇鳩    | VALISオリジンがダンサー         |
| 第四部 歌承 | 17. | 何者                                                                         | 特殊歌唱用形態 扇鳩    | 新曲                            |
| 第四部 歌承 | 18. | カルぺ・ディエム                                                             | 特殊歌唱用形態 扇鳩    | 新曲                            |
| 第四部 歌承 | 19. | 代替嬉々                                                                     | 特殊歌唱用形態 扇鳩    | 新曲                            |
| 第五部 廻花 | 20. | ターミナル                                                                   | 廻花                   |                                 |
| 第五部 廻花 | 21. | スタンドバイミー                                                             | 廻花                   |                                 |
| 第五部 廻花 | 22. | テディベア                                                                   | 廻花                   |                                 |
| 第五部 廻花 | 23. | 転校生                                                                       | 廻花                   |                                 |
| 第五部 廻花 | 24. | 東京、ぼくらは大丈夫かな                                                     | 廻花                   | 新曲                            |
| 第五部 廻花 | 25. | かいか                                                                       | 廻花                   |                                 |

### オープニングムービー
オープニングムービーでは、『怪歌』で放送された渋谷と代々木を舞台とするシーンに加え、会場の幕張イベントホールを舞台とする映像に切り替えられた。

### ゲスト
第2部「組曲」では、「組曲」の演奏やゲストとのコラボパフォーマンスが行われた。
1曲目「愛のまま」は単独で歌唱し、続く「抱きしめて 」では崎山蒼志を迎えてデュエットが行われた。続くツミキとのパフォーマンスでは、組曲2の「チューイン・ディスコ」と「トウキョウ・シャンディ・ランデヴ」のメドレーが披露された。最後の星街すいせいとの「一世風靡」はこのライブで初披露された楽曲であった。
第3部の「KAF DISCOTHEQUE」後には、衣装「起源形態 犀鳥」で音楽的同位体 可不とともに「不埒な喝采」と「フォニイ」のメドレーが披露された。その後ゲストにMoe Shopを迎え、ステージスクリーンいっぱいに映されたフォトリアルなVIRTUAL BEING KAFの姿で、カバー曲「notice」と新曲「My Life」のメドレーが披露された。
第4部の「ゲシュタルト」と「アポカリプスより」では、VALISオリジンがダンサーとして出演した。

### 歌承曲の発表
『怪歌(再)』では第4部「歌承」で、『怪歌』でも披露された「ゲシュタルト」と「アポカリプスより」の後に、『寓話』に収録されている歌承曲の3作品「何者」「カルぺ・ディエム」「代替嬉々」が発表された。「何者」は「みんなで創る神椿幕張戦線MV」として、動画の撮影とTwitter（新 X）への投稿が許可された。投稿された映像はつなぎ合わせてミュージックビデオとしてYouTube上で公開された。

### 「廻花」の再演
最終部では『怪歌』と同様、エリック・サティ「ジムノペディ第1番」をBGMとして「深化 Alternative」についての説明がスクリーンに流され、廻花が登場した。廻花として姿を現すのは1月の『怪歌』以来、2回目であった。
1曲目は『怪歌』と同様、「ターミナル」が演奏された。この際の映像はYouTube上でミュージックビデオとして公開された。続けて「スタンドバイミー」、「テディベア」、「転校生」の後、新曲「東京、ぼくらは大丈夫かな」が発表された。最後の楽曲は「かいか」で締められた。

## その他

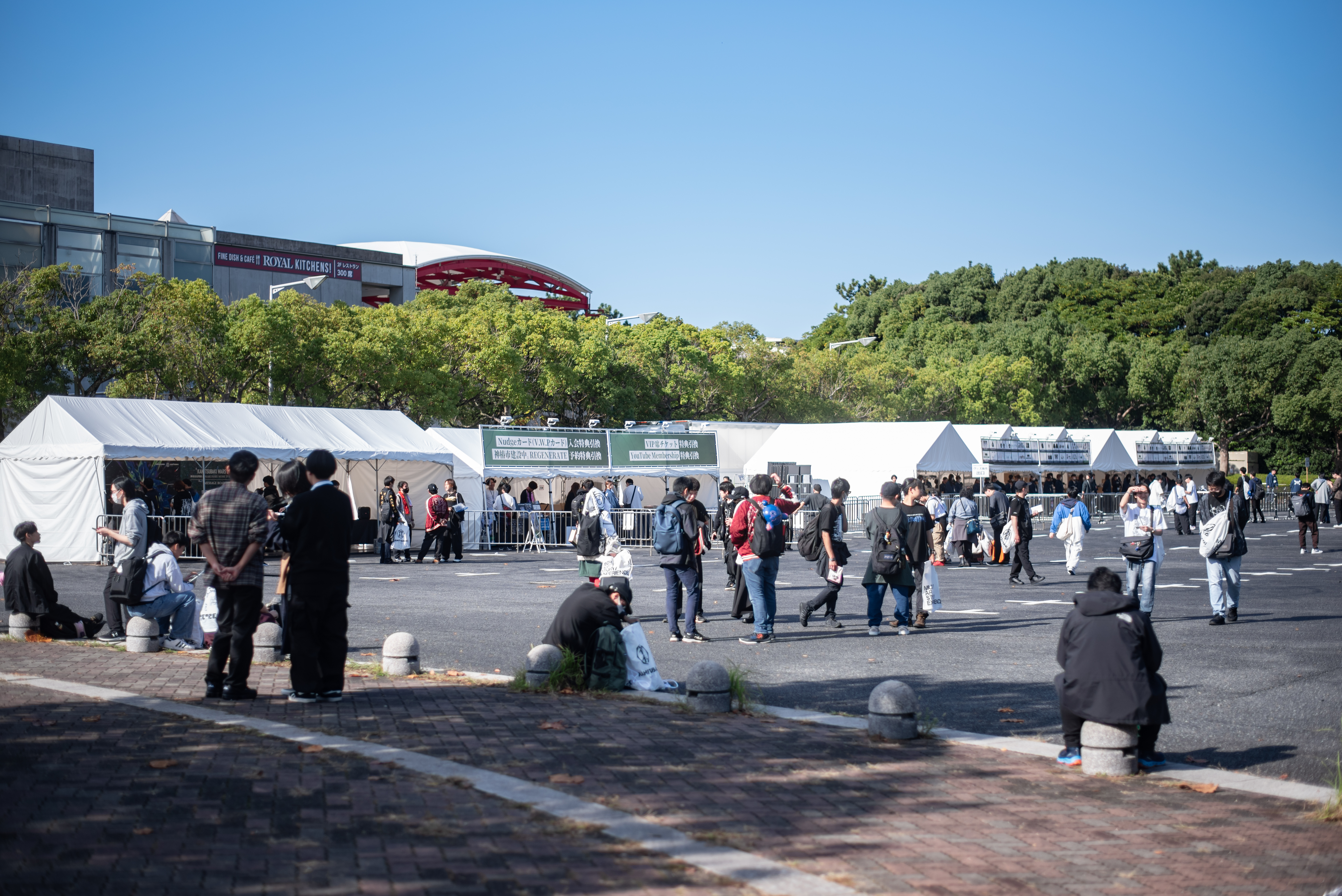
『怪歌(再)』での物販ブース

現地には5000人を超える観客が来場した。会場での物販は事前整理券により行われた。物販では、宝島社から出版された『花譜 DATA COLLECTION BOOK』の MAKUHARI MESSE CARD ver. などが販売された。
終演後にはKAMITSUBAKI STUDIOの新情報が公開された。花譜と廻花のリリース情報や、2025年3月に「KAMITSUBAKI WARS 2024 神椿幕張戦線 IN MAKUHARI MESSE EVENT HALL」2公演がBlu-rayリリースされることなどがアナウンスされた。
2024年12月26日に放送された特別番組「M-ON! SPECIAL 『花譜』 ～寓話～」では、『怪歌(再)』のダイジェスト映像が放送された。